# Флауэр, Генри, 4-й виконт Эшбрук
Генри Джеффри Флауэр, 4-й виконт Эшбрук (англ. Henry Jeffrey Flower, 4th Viscount Ashbrook; 6 ноября 1775 — 4 мая 1847) — англо-ирландский пэр.

## Биография
Родился 6 ноября 1775 года в поместье Шеллингфорд, графство Беркшир, Англия. Второй сын Уильяма Флауэра, 2-го виконта Эшбрука (1744—1780), и Элизабет Ридж (1746—1808).
6 января 1802 года после смерти своего бездетного старшего брата, Уильяма Флауэра, 3-го виконта Эшбрука (1767—1802), Генри Флауэр унаследовал титулы 4-го виконта Эшбрука (Пэрство Ирландии) и 5-го барона Касл-Дарроу в графстве Килкенни (Пэрство Ирландии).
Он был одним из 42 первоначальных членов Яхт-клуба в 1815 году, который впоследствии стал Королевской яхт-эскадрой.
С мая 1832 по июнь 1837 года — лорд опочивальни короля Вильгельма IV.

## Семья
Лорд Эшбрук был дважды женат. 26 мая 1802 года в церкви Св. Георгия на Ганновер-сквер в Лондоне он женился первым браком на Деборе Сюзанне Фрейнд (ок. 1780 — 24 марта 1810), дочери преподобного Уильяма Максмилиана Фрейнда, ректора Чиннора, и Деборы Уокер, дочери Томаса Уокера из Вудстока.
Они жили в доме Флетчера на Парк-стрит в Вудстоке до переезда в Бомонт-Лодж в 1804 году. Вероятно, дом был подарен деду Деборы, Томасу Уокеру, герцогом Мальборо, и сейчас в нем находится Музей округа Оксфорд.
Дети от первого брака:
- Достопочтенная Сюзанна София Флауэр (1803—1864)[2], в 1824 году она вышла замуж за преподобного Уильяма Робинсона (1793—1834), от брака с которым у неё была одна дочь
- Генри Джеффри Флауэр, 5-й виконт Эшбрук (17 июня 1806 — 3 августа 1871)[2], старший сын и преемник отца.
- Достопочтенная Кэролайн Флауэр (1807 — 17 апреля 1840)[2], в 1829 году она вышла замуж за Генри Эври (1799—1853), от брака с которым у неё было семеро детей.
- Достопочтенный Уильям Флауэр (1808—1813)
- Достопочтенная Гарриет Элизабет Флауэр (1809—1827)

22 июня 1812 года в церкви Святого Георгия, Сент-Джордж-стрит, Ганновер-сквер, Лондон, лорд Эшбрук вторично женился на Эмили Теофиле Меткалф (16 июня 1790 — 9 апреля 1885), старшей сестре сэра Томаса Меткалфа, дочери сэра Томаса Меткалфа, 1-го баронета, и Сюзанны Селины Софии Дебоннер. Дети от второго брака:
- Достопочтенная Огаста Эмили Флауэр (1816—1827)
- Достопочтенная Шарлотта Августа Флауэр (25 ноября 1818 — 20 апреля 1850)[2], в 1846 году она вышла замуж за Джорджа Спенсера-Черчилля, 6-го герцога Мальборо, от брака с которым у неё было двое детей.
- Достопочтенная София Джорджиана Флауэр (1820—1826)

Его жена Эмили Теофила была подругой и корреспонденткой принцессы Шарлотты Августы.

## Смерть и наследование
Генри Джеффри умер 4 мая 1847 года в возрасте 70 лет в Бомонт-Лодж, Олд-Виндзор, Беркшир, Англия. Ему наследовал его старший сын от первого брака, Генри Флауэр, 5-й виконт Эшбрук.